# Neubukow
Neubukow es un municipio situado en el distrito de Rostock, en el estado federado de Mecklemburgo-Pomerania Occidental (Alemania), a una altitud de 15 metros. Su población a finales de 2016 era de 4000 habs. y su densidad poblacional, 160 hab/km².
El arqueólogo Heinrich Schliemann (1822-1890) nació en esta localidad.